# Kyselina perfluorpropionová
Kyselina perfluorpropionová (systematicky kyselina pentafluorpropanová) je perfluorovaná karboxylová kyselina se vzorcem CF3CF2CO2H, bezbarvá kapalina rozpustná ve vodě i polárních organických rozpouštědlech; patří mezi silné kyseliny. Vyrábí se elektrochemickou fluorací kyseliny propionové nebo jejího acylfluoridu.
Řadou svých vlastností se podobá kyselině trifluoroctové.

## Reakce
Tetrafluorethen se často připravuje pyrolýzou sodné soli kyseliny perfluorpropionové:
C2F5CO2Na → C2F4 + CO2 + NaF